# Palani Vaughan
Palani Vaughan (27 maggio 1944 – 8 dicembre 2016) è stato un musicista statunitense nativo delle Hawaii.
Durante la sua carriera, è stato un artista protagonista di Hawaii Calls. La radio KCCN ha incluso le sue canzoni "Ipo Lei Manu", "Ka Mamakakaua", "Eia No Kawika / Kalakaua He Inoa", "He Pua Wehiwa", "Ia Oe E Ka La" e "Heeia" nella sua lista delle migliori canzoni create di artisti hawaiani. Lui e Peter Moon stavano fondando i membri del Sunday Manoa. È stato inserito nella Hawaiian Music Hall of Fame nel 2008.
Vaughan fu riconosciuto come un'autorità nella cultura hawaiana e formò il gruppo musicale del re come tributo al re Kalākaua. Faceva parte del comitato del 1985 che creò la statua bronzea di Kalākaua situata all'angolo dei viali Kalakaua e Kapiolani a Waikiki.

## Filmografia
| Anno | Titolo                                          | Ruolo                                    | Note                 |
| ---- | ----------------------------------------------- | ---------------------------------------- | -------------------- |
| 1975 | episodio di Five-O 2nd Mystery Man delle Hawaii | "Ritirati a Sunny Hawaii ... per sempre" |                      |
| 1987 | Magnum, P.I. Singer Episode                     | "Forever in Time"                        | (apparizione finale) |